# 北灣鎮區 (密歇根州)
北灣鎮區（英語：Bay de Noc Township）是位於美國密歇根州德爾塔縣的一個行政鎮區。

## 地方資料
北灣鎮區的面積為235.80平方千米，當中陸地面積為174.80平方千米，而水域面積為61.00平方千米。根據2020年美國人口普查的數據，當地共有人口300人，而人口密度為每平方千米1.27人。